# DINCH
DINCH is de afkorting van di-isononyl-1,2-cyclohexaandicarboxylaat, een organische verbinding met als brutoformule C26H48O4. Het is een di-ester van het dicarbonzuur 1,2-cyclohexaandicarbonzuur.

## Synthese
DINCH wordt bereid uit di-isononylftalaat (DINP), door de benzeenring daarvan volledig te hydrogeneren met waterstofgas. Di-isononylftalaat is geen zuivere stof maar een mengsel van ftaalzuurdiesters met primaire verzadigde en vertakte koolstofketens (met een lengte tussen 8 en 10 koolstofatomen), waarvan het merendeel ketens zijn met 9 koolstoffen. De precieze samenstelling hangt af van de gebruikte productiemethode.

## Toepassingen
DINCH werd in 2002 door BASF op de markt gebracht als weekmaker voor pvc ter vervanging van de ftalaatweekmakers, waarvan het gebruik aan beperkingen onderhevig is omwille van mogelijke gezondheidseffecten. BASF gebruikt als merknaam Hexamoll DINCH. DINCH is uitvoerig getest en wordt gezien als veilig alternatief en geschikt om te worden verwerkt in pvc dat voor gevoelige toepassingen bedoeld is, zoals medische toepassingen (intraveneuze buisjes bijvoorbeeld), kinderspeelgoed of artikelen die in contact komen met voedingswaren.
Sedert de lancering van DINCH is het gebruik ervan sterk toegenomen. In oktober 2006 kondigde BASF aan dat het de productiecapaciteit van deze weekmaker in Ludwigshafen zou verhogen tot 100.000 ton/jaar.